# BTS型施設
BTS型施設（ビーティーエスがたしせつ）とは、物流施設の類型の一つ。
BTSは「Build To Suit」の略で、デベロッパーが特定のテナントのニーズに応じて建設し、原則として棟全体を1つのテナントに賃貸するものである。完全な自由設計となり、重量物や温度帯、天井高など、取り扱う貨物に応じた特殊な要望にも適応できることが特徴である。対義語として、汎用性のある施設として建設され、完成後にテナントを募る「マルチテナント型施設」がある。